# Споживча кооперація в Україні
Споживча кооперація України — сукупність споживчих товариств (кооперативів) та їх об’єднань (спілок), більшість з яких діють у системі Центральної спілки споживчих товариств України (Укоопспілка). Метою С.к.У. є поліпшення економічного та соціального стану членів-пайовиків шляхом задоволення їхніх потреб в якісних товарах і послугах за прийнятними цінами. Вона здійснює торгову, заготівельну, виробничу та ін. види діяльності, сприяє соціальному і культурному розвиткові села, народних промислів і ремесел, бере активну участь у міжнародному кооперативному русі. Кооперативні організації, орієнтовані на потреби споживачів, почали засновуватися в Зах. Європі в останній чверті 18 ст., у період формування індустріального суспільства. Цінність їхньої діяльності полягала в реалізації базової ідеї споживчої кооперації — об’єднання групи осіб із метою економії коштів при гуртовій закупівлі необхідних товарів. Цю ідею вперше успішно було втілено "Товариством чесних піонерів" (1844; м. Рочдейл, Велика Британія). Його досвід отримав значне поширення в країнах Європи 2-ї пол. 19 ст.

## Перші споживчі товариства
В Україні перше споживче товариство заснували вчені Харків. ун-ту і місц. громад. діячі М.Балін і В.Козлов 6 жовтня 1866. У 1860-х рр. рух споживчих кооперативів набув масового характеру. Протягом 1867—69 споживчі товариства почали діяти в Одесі, Миколаєві, Катеринославі (нині м. Дніпро), Полтаві, Херсоні, Києві, Севастополі, Сімферополі, Чернігові, ін. містах. Їхніми членами були представники інтелігенції, чиновники, робітники, службовці.
У 1870—80-ті рр., у зв’язку з реакційною політикою уряду Рос. імперії, темпи розвитку кооп. руху значно знизилися. Якщо за 1866—70 в укр. губерніях було засновано 17 споживчих товариств, то за наступні 20 років (1871—90) — тільки 16. Проте, поряд із міськими, споживчі товариства почали виникати й розвивати свою діяльність у селах.
Подальшому розвиткові споживчої кооперації сприяло ухвалення 1897 МВС Рос. імперії "нормального" (взірцевого) статуту споживчого товариства, що надавав кооперованим споживачам широкі можливості, у т. ч. право засновувати власні заклади для виготовлення, зберігання і продажу предметів споживання або брати такі заклади в оренду.
На поч. 20 ст. для території України був характерним інтенсивний розвиток кооп. руху. За даними К.Пажитнова, на поч. 1914 кількість споживчих товариств досягла 3280, а в 1917 — 4873. Споживча кооперація Наддніпрянської України об’єднувала бл. 1,4 млн членів.
Після 1905 з’явилися перші укр. об’єднання споживчих товариств (спілки). 1908 виникла Київ. спілка споживчих товариств, що об’єднала 180 товариств Київської губернії та окремі споживчі кооперативи Подільської губернії, Волинської губернії, Полтавської губернії та Чернігівської губернії. 1912 виникла Харків. спілка споживчих товариств ("Товарищество потребительских обществ Юга России"). 1915 на базі Полтав. товариства гуртових закупівель заснована Полтав. спілка споживчих товариств. На 1 січня 1917 в Україні вже було 26 спілок споживчих товариств.

## Після Лютневої революції 1917
Після Лютневої революції 1917, попри тяжкі умови громадянської війни в Україні 1917—1921, спостерігався подальший інтенсивний розвиток кооперації в Україні. 20 березня 1917 Тимчасовий уряд ухвалив Закон "Про кооперативні товариства та їх спілки", що скасував адм. обмеження для заснування й діяльності кооп. товариств та їх спілок.
За період із травня 1917 по травень 1918 відбулося 3 Всеукр. кооп. з’їзди (див. Кооперативні з’їзди 1917—1918). Результатом стало створення Українського центрального кооперативного комітету — центр. орг-ції для укр. кооперативів.
Стрімко зростала кількість споживчих кооперативів та їх об’єднань. 1920 кількість споживчих спілок досягла 134. Із них: крайових — 5, районних — 124 і міських — 5. Найбільшою серед них був Дніпровський союз споживчих товариств ("Дніпросоюз") у Києві, що виник у травні 1917. "Дніпросоюз" здійснював торг. операції, розвивав власне вир-во товарів (ф-ки: взуттєву, трикотажну, із вир-ва мила), виконував інструкторсько-ревізійні та культурно-освітні функції. Споживча кооперація об’єднувала понад 4 млн пайовиків, а разом з їхніми родинами — 15 млн, або понад 50 % усього населення.

## У Західній Україні
У Західній Україні кооп. рух зародився в 2-й пол. 19 ст. Велику роль у створенні перших кооп. крамниць відіграло товариство "Просвіта". Перший західноукр. споживчий кооператив "Народна торгівля" почав діяти у Львові з 1883. Він здійснював роздрібну торгівлю та виконував функції центр. складу споживчої кооперації. "Народна торгівля" мала мережу складів у Львові, Станіславі (нині м. Івано-Франківськ), Перемишлі, Тернополі. 1907 "Народна торгівля" перетворилася на "Крайовий торговельний союз". Перед Першою світовою війною "Народна торгівля" об’єднувала 1244 члени і мала 19 власних великих крамниць. У роки війни більшість споживчих товариств у західноукр. землях було зліквідовано. Кер-во відновленням кооперації взяла на себе Рада Крайового ревізійного союзу (діяв із 1904; 1929 перейменований на Ревізійний союз укр. кооперативів).
Відродженню кооп. руху сприяв Кооп. Закон, прийнятий польс. сеймом 29 жовтня 1920. Він гарантував спрощену процедуру реєстрації кооперативів. Протягом 1920—30 заг. кількість кооп. орг-цій збільшилася з 579 до 3146. Наприкінці 1938 "Народна торгівля" мала свої крамниці в усіх найбільших містах Галичини та Волині. Укр. кооперація в Галичині видавала 5 періодичних видань: "Господарсько-кооперативний часопис", "Кооперативна родина", "Кооперативна республіка", "Кооперативне молочарство", "Кредитова кооперація".
У Закарпатській Україні 1925 відновлені після I світ. війни кооперативи об’єдналися в Крайовий дружественний союз в Ужгороді, який до 1938 був верховним органом, ревізійно-орг. і кредитним центром для всіх видів кооперації. Наприкінці 1937 до складу союзу входили 93 споживчі товариства.

## За радянської влади
Зі встановленням 1919 в Наддніпрянській Україні рад. влади споживчу кооперацію було примусово реорганізовано. Згідно з декретом РНК РСФРР "Про робітничо-селянські споживчі товариства" від 20 березня 1919 для отримання найнеобхідніших товарів громадяни зобов’язувалися мати членство у споживчих товариствах. У кожній місцевості могло дія- ти тільки одне — "єдине споживче товариство". "Єдині споживчі товариства" та їх спілки підпорядковувалися Центроспілці РСФРР. До мережі "єдиних споживчих товариств" входило 4869 товариств та 11 373 розподільчі пункти.
7 червня 1920 на об’єднаному засіданні представників правлінь Уцеробсекції (об’єднання укр. робітн. кооперації), Центроспілки РСФРР, "Дніпросоюзу" та "Товарищества потребительских обществ Юга России" було ухвалено рішення про утворення Вукопспілки — єдиного орг. і госп. центру споживчої кооперації УСРР. 18 червня 1920 було утворено Тимчасове правління спілки. Першим головою правління Вукопспілки був І.Саммер. 1920—21 Вукопспілка, крім споживчої, об’єднувала ін. види кооперації: с.-г., кредитну, пром., універсальну.
Із переходом до нової економічної політики, із березня 1921, кооперація почала повертатися до традиційних функцій. На 1 жовтня 1925 в Україні було 6678 споживчих товариств, із них 6382 сільські (1043 тис. членів) і 296 міських (617 тис. членів). У середньому на сільс. споживче товариство припадало 1—2 крамниці, на міське — по 7—8. У 1931 частка роздрібного товарообороту кооп. орг-цій складала 74 % від загальнореспубліканського.
Проте уже в цей період споживча кооперація втрачала свої класичні ознаки, у зв’язку з реалізацією рад. владою послідовної політики її одержавлення. 29 вересня 1935 було прийнято постанови РНК СРСР і ЦК ВКП(б) "Про роботу споживчої кооперації на селі". Відтак споживча кооперація, керуючись директивами парт. і держ. органів влади, мала обслуговувати тільки жителів сіл. Міські кооп. заклади роздрібної торгівлі й громад. харчування були передані місц. відділам системи наркомату внутр. торгівлі СРСР.

## В роки Другої світової війни
Значних змін зазнав кооп. сектор економіки в роки Другої світової війни. Із вересня 1939 на території Зх. України розпочалася перебудова місц. кооперації на рад. лад. Уже в грудні 1939 було ліквідовано Ревізійний союз укр. кооперативів. Припинилася діяльність кредитних і міських споживчих кооперативів, а їхнє майно перейшло у власність д-ви. У сільс. споживчої кооперації було вилучено склади та запаси збіжжя й передано держ. орг-ції "Заготзерно". По селах поширювалися сільс. споживчі товариства рад. типу. Замість повітових спілок засновувалися районні спілки споживчих товариств, що входили до складу заново створених обласних споживчих спілок: Львівської, Дрогобицької, Станіславської, Тернопільської.
Із початком Великої вітчизняної війни Радянського Союзу 1941—1945 та встановленням нацистського окупаційного режиму 1941 укр. кооперація зазнала нових реформ, репресій і грабунків. На початку липня 1942 споживча кооперація системи відновленої Вукопспілки об’єднувала 8,1 млн пайовиків-членів 7782 споживчих товариств, які входили до 522 райспоживспілок. У системі споживчої кооперації нараховувалося 13,3 тис. крамниць, 3,1 тис. пром. підпр-в, понад 3 тис. заготівельних пунктів, 967 складів тощо. Однак в умовах окупаційної влади споживча кооперація не була орієнтована на потреби населення. В обмін на товари першої необхідності кооперація повинна була організовувати заготівлі с.-г. продукції і пром. сировини для потреб окупаційної влади. За роки війни кооп. орг-ції зазнали великих збитків.
У міру звільнення території України від гітлерівських окупантів кооп. орг-ції почали відновлювати свою діяльність, але тепер уже під впливом рад. командно-адм. системи. Незважаючи на зростання обсягів діяльності підпр-в і орг-цій споживчої кооперації в 1950—80-ті рр. та формальне кількісне зростання членства (із 8,9 млн членів на 1 січня 1951 до 14,3 млн на кінець 1980), система Укоопспілки практично втратила демократичність управління.

## Після проголошення 1991 незалежності України
Після проголошення 1991 незалежності України споживча кооперація об’єднувала 12,3 млн пайовиків і обслуговувала 22 млн осіб, або 42,7 % населення країни. 2111 сільських, міських і районних споживчих товариств входили до складу 375 районних і 25 обласних спілок споживчої кооперації, які, у свою чергу, були об’єднані в Центральну спілку споживчих товариств України — Укоопспілку. Вартість основних фондів споживчої кооперації України тоді загалом складала 5,1 млрд карбованців, сума власних обігових коштів — 2,6 млрд карбованців. Пайовий фонд сягав 205 млн карбованців.
Правління коопераційних організацій, зокрема Укоопспілки, змушені були вживати заходів щодо забезпечення життєдіяльності споживчої кооперації в умовах економічної кризи. Правління Укоопспілки виступило ініціатором прийняття Закону України "Про споживчу кооперацію" (прийнятий ВР України 10 квітня 1992), що визначив її юридичний статус. У жовтні 1992 Укоопспілка була прийнята в члени Міжнародного коопераційного альянсу. Важливими документами для подальшого реформування системи стали Закон України "Про кооперацію" (2003) та "Стратегія розвитку споживчої кооперації України (2004—2015 рр.)".
Незважаючи на негативні впливи світової фінансово-економічної кризи, що зумовили зменшення кількості споживчих товариств України (із 5252 на 1 січня 2009 до 5214 на аналогічний період 2010), зростає кількість підприємств споживчої кооперації. Так, лише протягом 2010 було зареєстровано 58 нових підприємств, а їхня загальна кількість на 1 січня 2011 сягнула 1349. Проте основними проблемами системи є необхідність розширення членської бази (на поч. 2011 об’єднувала 483,8 тис. пайовиків) та збереження і зміцнення кооперативної власності. Це зумовлює потребу в продовженні системних реформ.
Укоопспілка є активним учасником міжнародного кооперативного руху. Її представники беруть участь у роботі міжнародних кооперативних форумів. На початку 2012 Укоопспілка стала членом Європейського співтовариства споживчих кооперативів.